# غافين جونز (لاعب إسكواش)
غافين جونز (بالإنجليزية: Gavin Jones)‏ هو لاعب إسكواش بريطاني، ولد في 1 فبراير 1980 في Maesteg ‏ في المملكة المتحدة.

## وصلات خارجية
- غافين جونز على موقع SquashInfo.com (الإنجليزية)
- غافين جونز على موقع دورة ألعاب الكومنولث 2006 (مؤرشف) (الإنجليزية)